# Humbauville
Humbauville é uma comuna francesa na região administrativa do Grande Leste, no departamento de Marne. Estende-se por uma área de 16.85 km², e possui 78 habitantes, segundo o censo de 2018, com uma densidade de 4.6 hab/km².